# أوسوفيا في لندن (فلم)
أوسوفيا في لندن (بالإنجليزية: Osuofia in London)، هُو فيلم كوميدي نيجيري صدر سنة 2003 وأخرجه وأنتجه المُخرج Kingsley Ogoro. الفيلم من بطولة نكيم أووه.

## وصلات خارجية
- أوسوفيا في لندن  في قاعدة بيانات الأفلام على الإنترنت (بالإنجليزية)